# Walter A. Oechsler
Walter A. Oechsler (* 1. September 1947 in Kirrlach; † 4. Juli 2013 in Mannheim) war ein deutscher Wirtschaftswissenschaftler und emeritierter Inhaber des Lehrstuhls für Allgemeine Betriebswirtschaftslehre, Personalwesen und Arbeitswissenschaft an der Universität Mannheim.
Oechsler schloss sein Studium der Betriebswirtschaftslehre an der Ludwig-Maximilians-Universität München 1970 ab, um von 1971 bis 1975 als wissenschaftlicher Mitarbeiter am Wirtschafts- und Sozialwissenschaftlichen Fachbereich der Universität Augsburg zu promovieren. Im Anschluss folgte die Habilitation 1979 am Institut für Betriebswirtschaftslehre der Universität Hohenheim/Stuttgart. Nach einer Lehrstuhlvertretung der Professur für Verwaltungslehre (Personal und Organisation) der Universität der Bundeswehr in Hamburg hatte er von 1980 bis 1996 den Lehrstuhl für Betriebswirtschaftslehre, insbesondere Personalwirtschaft, an der Otto-Friedrich-Universität Bamberg inne. 1996 nahm er den Ruf an die Universität Mannheim für den Lehrstuhl und Seminar für Allgemeine Betriebswirtschaftslehre, Personalwesen und Arbeitswissenschaft als Nachfolger von  Eduard Gaugler an.
Er war Mitglied des wissenschaftlichen Beirats des Bildungs- und Sozialwerks des Deutschen Beamtenbundes und 1997 bis 2004 Mitglied des Vorstandes der Deutschen Gesellschaft für Personalführung. Weiterhin war er Mitglied im International Advisory Board des Human Resource Management Journal und im Kuratorium der Führungsakademie Baden-Württemberg.